# Groupe de NGC 1573
Le groupe de NGC 1573 comprend au moins 12 galaxies situées dans la constellation de la Girafe. La distance moyenne entre ce groupe et la Voie lactée est d'environ 66,0 Mpc (∼215 millions d'al). 

## Membres
Le tableau ci-dessous liste les 12 galaxies du groupe indiquées dans l'article de A.M. Garcia paru en 1993.   
| Nom      | Class.  | Type                  | α (J2000.0)   | δ (J2000.0) | Vitesse radiale (km/s) | m               | Distance (Mpc) | Diamètre (kal) |
| -------- | ------- | --------------------- | ------------- | ----------- | ---------------------- | --------------- | -------------- | -------------- |
| NGC 1573 | E       | Elliptique            | 04h 35m 04.0s | 73° 15′ 45″ | 4160 ± 13              | 11,7            | 60,5 ± 4,2     | 132            |
| UGC 2848 | Sdm?    | Spirale magellanique  | 03h 47m 35.5s | 73° 39′ 58″ | 4298 ± 5               | 15,9            | 62,2 ± 4,4     | 89             |
| UGC 2865 | SB?     | Spirale barrée        | 03h 50m 36.2s | 73° 01′ 53″ | 4312 ± 32              | 14,4            | 62,4 ± 4,4     | 98             |
| UGC 2916 | Sab     | Spirale               | 04h 32m 33.8s | 71° 42′ 21″ | 4524 ± 9               | 14,0            | 65,6 ± 4,6     | 142            |
| UGC 3046 | Sb      | Spirale               | 04h 29m 20.0s | 69° 31′ 52″ | 4702 ± 6               | 14,5            | 68,4 ± 4,8     | 107            |
| UGC 3110 | SBcd?   | Spirale barrée        | 04h 41m 08.6s | 73° 40′ 18″ | 4481 ± 5               | 14,3            | 65,3 ± 4,6     | 133            |
| UGC 3131 | S?      | Spirale               | 04h 45m 07.2s | 72° 47′ 10″ | 4755 ± 10              | 11,346 ± 0,058a | 69,3 ± 4,9     | 102            |
| UGC 3143 | Scd?    | Spirale               | 04h 46m 35.7s | 70° 07′ 14″ | 4555 ± 4               | 12,72           | 66,4 ± 4,7     | 130            |
| UGC 3150 | SABbc   | Spirale intermédiaire | 04h 48m 26.9s | 73° 28′ 09″ | 4501 ± 10              | 13,8            | 65,6 ± 4,6     | 118            |
| UGC 3189 | Sd      | Spirale               | 04h 54m 38.1s | 69° 42′ 54″ | 4563 ± 4               | 14,7            | 66,5 ± 4,7     | 142            |
| UGC 3245 | SAB(s)c | Spirale intermédiaire | 05h 08m 40.6s | 70° 28′ 48″ | 4845 ± 7               | 14,3            | 70,8 ± 5,0     | 115            |
| UGC 3284 | SAB(s)c | Spirale intermédiaire | 05h 21m 22.9s | 72° 42′ 06″ | 4700 ± 7               | 13,53           | 68,8 ± 4,8     | 113            |

- aDans le proche infrarouge.

Le site DeepskyLog permet de trouver aisément les constellations des galaxies mentionnées dans ce tableau ou si elles ne s'y trouvent pas, l'outil du site constellation permet de le faire à l'aide des coordonnées de la galaxie. Sauf indication contraire, les données proviennent du site NASA/IPAC.